# Ньюмен, Джон (певец)
Джон Уильям Питер Ньюмен (англ. John William Peter Newman, род. 16 июня 1990, Англия) — британский певец, автор-исполнитель, чей дебютный сингл «Love Me Again» возглавил хит-парад Великобритании UK Singles Chart в июле 2013 года. Ранее в качестве приглашенного вокалиста участвовал в записях таких хитов английской электронной группы Rudimental, как «Feel the Love» (№ 1 в Англии в 2012 году) и «Not Giving In».

## Биография
Родился 16 июня 1990 года в Сеттле (Северный Йоркшир, Англия). Когда Джону было шесть лет, отец оставил семью. Мать Джона и его старшего брата осталась одна без фунта в кармане. Семье пришлось несладко в те времена.
Начал играть на гитаре и сочинять свои песни в возрасте 14 лет. В 20 лет переехал в Лондон, где собрал свою группу, они играли вживую и были замечены продюсерами из Island Records, с которой и заключил контракт. Первый большой успех пришёл после сотрудничества с английским электронным квартетом Rudimental, вместе с которым они смогли возглавить общенациональный хит-парад Великобритании UK Singles Chart с синглом «Feel the Love». Этот сингл с участием Джона Ньюмана дебютировал в UK Singles Chart 9 июня 2012 года с тиражом 93,841 копий. Он стал первым в истории лейбла Asylum Records синглом во главе британского чарта за более чем 40-летнюю их историю. На вторую неделю сингл опустился на четвёртое место с тиражом 51,974 копий. Песня продержалась 11 недель подряд в UK Top 10. Общий тираж этого хита в 2012 году составил 619,000 копий и он занял 16-е место в списке бестселлеров года.
В июне 2013 года Ньюмен выпустил свой дебютный сингл Love Me Again. Он достиг первого места в UK Singles Chart и вошёл в Топ-10 хитов более чем в 10 странах, включая Австралию, Австрию, Бельгию, Данию, Германию, Ирландию, Новую Зеландию, Норвегию и Швейцарию. Сингл вошёл в саундтрек игры FIFA 14. В середине 2013 года ремикс на песню Love Me Again был выпущен диджеем и звукозаписывающим продюсером Kove и получил большую популярность на EDM-каналах, включая Sirius XM’s BPM. 6 октября 2013 года Ньюмен выпустил второй сингл Cheating с альбома «Tribute». Песня достигла девятого места в UK Singles Chart и попала в чарты Бельгии и Ирландии. Альбом «Tribute» был выпущен 14 октября 2013 года.
В августе 2014 года Ньюмен заявил в интервью, что готов приступить ко второму альбому. 7 сентября 2014 года был выпущен сингл Blame совместно с Кельвином Харрисом. Он дебютировал на первом месте в UK Singles Chart. 1 июня 2015 года Ньюмен выпустил Come and Get It, первый сингл со своего второго студийного альбома. Эта песня вошла в саундтрек Madden NFL 16. Второй студийный альбом Ньюмена «Revolve» был выпущен 16 октября 2015 года.
В июле 2016 года Ньюмен выпустил песню Olé в качестве сингла, не входящего в альбом. В марте 2018 года он выпустил Fire in Me. В марте 2019 года выходит сингл Feelings, написанный в соавторстве со шведским коллективом Blnk и спродюсированный совместно со шведским продюсером Jarly.
30 августа 2019 года Ньюмен выпустил песню Without You с шотландской певицей Ниной Несбитт.
8 июня 2020 года было объявлено, что Ньюмен сотрудничает с британским дуэтом Sigma в новом сингле под названием High on You. Он был выпущен 12 июня 2020 года.

## Личная жизнь
У Ньюмена дважды диагностировали опухоль головного мозга, операции проводили в 2012 году и в 2016 году.
18 августа 2018 года он женился на своей датской подруге Нане-Марии в Лондоне. В октябре 2022 года родился первенец.
Его старший брат, Джеймс Ньюмен — певец и автор песен, лауреат премии Brit Award for British Single of the Year. Джеймс должен был представлять Великобританию на конкурсе песни Евровидение-2020 с песней My Last Breath, прежде чем его отменили из-за пандемии COVID-19.
В июле 2019 года, во время интервью Би-би-си о своем предстоящем турне, Джон Ньюмен рассказал о своих психических проблемах. Он рассказал, что постоянно сравнивал себя с другими музыкантами, которые были успешнее его.
В июне 2020 года стало известно, что Джон сделает перерыв в музыкальной индустрии. Впоследствии он покинул свой лейбл звукозаписи. Он упомянул в своем посте в Instagram, что его работа негативно сказалась на его психике, но он будет продолжать выпускать совместные треки с другими артистами в течение года.

## Награды и номинации
| Год  | Организация                     | Награда                            | Работа                                        | Результат |
| ---- | ------------------------------- | ---------------------------------- | --------------------------------------------- | --------- |
| 2012 | Popjustice £20 Music Prize      | Best British Pop Single            | «Feel the Love» (ft. Rudimental)              | Номинация |
| 2013 | BRIT Awards                     | Best British Single                | «Feel the Love» (ft. Rudimental)              | Номинация |
| 2013 | Premios 40 Principales          | Best International New Act         | н/д                                           | Номинация |
| 2013 | Premios 40 Principales          | Best International Video           | «Love Me Again»                               | Победа    |
| 2013 | UK Music Video Awards           | Best Dance Video — UK              | «Not Giving In» (ft. Alex Clare & Rudimental) | Победа    |
| 2014 | MTV Europe Music Awards         | Best Push Act                      | н/д                                           | Номинация |
| 2014 | BRIT Awards                     | British Male Solo Artist           | н/д                                           | Номинация |
| 2014 | BRIT Awards                     | British Single                     | «Love Me Again»                               | Номинация |
| 2014 | BRIT Awards                     | British Video                      | «Love Me Again»                               | Номинация |
| 2014 | Ivor Novello Awards             | Best Song Musically & Lyrically    | «Love Me Again»                               | Номинация |
| 2015 | BMI London Awards               | Award-Winning Song                 | «Love Me Again»                               | Победа    |
| 2015 | BMI London Awards               | Award-Winning Song                 | «Blame» (with Calvin Harris)                  | Победа    |
| 2015 | iHeartRadio Music Awards        | Dance Song of the Year             | «Blame» (with Calvin Harris)                  | Номинация |
| 2015 | European Border Breakers Awards | European Border Breakers Award: UK | Tribute                                       | Победа    |
| 2016 | BMI Pop Awards                  | Award-Winning Song                 | «Blame» (with Calvin Harris)                  | Победа    |

## Дискография

### Альбомы
| Название | Детали | Высшая позиция в чарте | Высшая позиция в чарте | Высшая позиция в чарте | Высшая позиция в чарте | Высшая позиция в чарте | Высшая позиция в чарте | Высшая позиция в чарте | Высшая позиция в чарте | Высшая позиция в чарте | Высшая позиция в чарте | Сертификация           |
| Название | Детали | UK                     | AUS                    | AUT                    | BEL (FL)               | GER                    | IRE                    | NL                     | NZ                     | SCO                    | SWI                    | Сертификация           |
| -------- | --- | ---------------------- | ---------------------- | ---------------------- | ---------------------- | ---------------------- | ---------------------- | ---------------------- | ---------------------- | ---------------------- | ---------------------- | ---------------------- |
| Tribute  | - Дата релиза: 14 октября 2013 - Лейблы: Universal, Island Records - Форматы : CD, Digital download, Винил | 1                      | 7                      | 20                     | 33                     | 21                     | 8                      | 51                     | 6                      | 1                      | 11                     | - UK: Gold - SWI: Gold |
| Revolve  | - Дата релиза: 16 октября 2015 - Лейблы: Universal, Island Records - Форматы : CD, Digital download        |                        |                        |                        |                        |                        |                        |                        |                        |                        |                        |                        |

### Синглы

#### В качестве ведущего исполнителя
| 2013                                     | «Love Me Again»  | 1  | 4  | 5  | 6  | 18 | 6  | 3  | 19 | 9 | 1  | 5  | 30 | - ARIA: 2x Platinum - RIANZ: Gold - BPI: Platinum - BEA: Gold | Tribute |
| 2013                                     | «Cheating»       | 9  | 75 | 51 | 53 | —  | 53 | 19 | —  | — | 7  | 56 | —  |                                                               | Tribute |
| 2013                                     | «Losing Sleep»   | 48 | —  | —  | 65 | —  | —  | 31 | —  | — | 36 | 29 | —  |                                                               | Tribute |
| 2014                                     | «Out Of My Head» | 91 | —  | —  | 78 | —  | —  | —  | —  | — | —  | —  | —  |                                                               | Tribute |
| «—» прочерк означает отсутствие в чарте. |                  |    |    |    |    |    |    |    |    |   |    |    |    |                                                               |         |

- «Love Me Again»: Видеоклип Архивная копия от 30 сентября 2017 на Wayback Machine

#### В качестве приглашённого исполнителя
| Год  | Название                                                          | Высшая позиция | Высшая позиция | Высшая позиция | Высшая позиция | Высшая позиция | Высшая позиция | Высшая позиция | Высшая позиция | Высшая позиция | Высшая позиция | Сертификации                        | Альбом |
| Год  | Название                                                          | UK             | AUS            | AUT            | BEL            | DEN            | IRE            | NL             | NZ             | SCO            | US             | Сертификации                        | Альбом |
| ---- | ----------------------------------------------------------------- | -------------- | -------------- | -------------- | -------------- | -------------- | -------------- | -------------- | -------------- | -------------- | -------------- | ----------------------------------- | ------ |
| 2012 | «Feel the Love» (Rudimental при участии John Newman)              | 1              | 3              | 14             | 2              | 26             | 26             | 2              | 4              | 1              | —              | - BPI: Platinum - ARIA: 2× Platinum | Home   |
| 2012 | «Not Giving In» (Rudimental при участии John Newman и Alex Clare) | 14             | 12             | —              | 54             | —              | 58             | 71             | 11             | 16             | —              | - BPI: Silver - ARIA: 2× Platinum   | Home   |
| 2014 | «Blame» (Calvin Harris featuring John Newman)                     | 1              | 9              | 8              | 8              | 9              | 5              | 3              | 9              | 1              | 19             | - BPI: Platinum - ARIA: Platinum    | Motion |
| 2016 | «Give me your love» (Sigala при участии John Newman)              | -              | -              | -              | -              | -              | -              | -              | -              | -              | -              | -                                   | -      |